# Música occidental
La música occidental es un género musical originado en el mundo occidental (Europa y sus principales colonias) incluyendo música clásica europea, Jazz, Country, pop y rock and roll. La palabra occidental puede ser desorientadora porque la delimitación del mundo occidental ha cambiado a lo largo del tiempo y debido a la inclusión de géneros influenciados por occidente. 